# The Hole (film, 2009)
Pour les articles homonymes, voir The Hole.
Pour plus de détails, voir Fiche technique et Distribution.
The Hole est un thriller fantastique américain réalisé par Joe Dante, sorti en 2009.

## Synopsis
Susan, une mère célibataire, et ses 2 fils, Dane (17 ans) et Lucas (10 ans) quittent Brooklyn et emménagent dans la petite ville de Bensenville, loin des tourments de la ville. Les 2 frères ne tardent pas à explorer leur nouvelle demeure et découvrent, dans la cave, une mystérieuse trappe donnant sur ce qui semble être un trou sans fond. Alors qu’ils tentent, avec l’aide de Julie, leur voisine de 16 ans, de comprendre ce phénomène défiant toute logique, d’étranges événements commencent à se produire dans la maison…

## Fiche technique
- Réalisation : Joe Dante

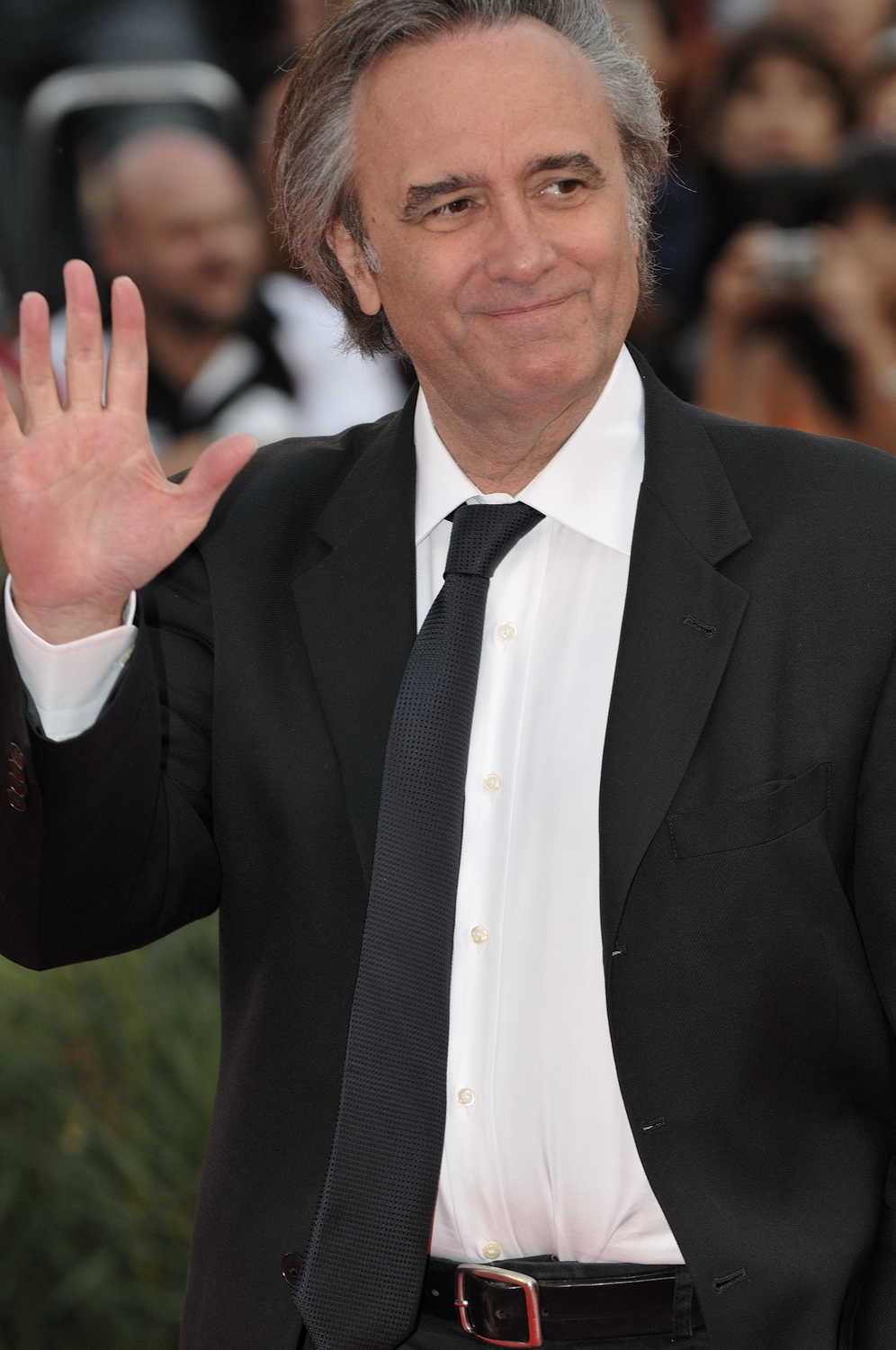
Le réalisateur Joe Dante, à la 66ème Mostra de Venise, en 2009.

- Scénario : Mark L. Smith, avec la participation non créditée de Guillermo del Toro[réf. nécessaire]
- Direction artistique : Tyler Bishop Harron
- Décors : Brentan Harron
- Costumes : Kate Main
- Photographie : Theo van de Sande
- Montage : Marshall Harvey
- Musique : Javier Navarrete
- Production : Claudio Fäh (en), David Lancaster, Michel Litvak et Vicki Sotheran
- Sociétés de production : Bold Films et BenderSpink
- Sociétés de distribution : Bold Films (États-Unis), Kinepolis Film Distribution (Belgique), CTV International (France, DVD)
- Budget : 12 000 000 de dollars[réf. nécessaire]
- Pays de production : États-Unis
- Langue originale : anglais
- Format : couleur
- Genre : thriller fantastique
- Durée : 92 minutes
- Dates de sortie[1] :
  - Canada : 12 septembre 2009 (Festival international du film de Toronto)
  - États-Unis : 31 octobre 2009 (AFI Film Festival)
  - États-Unis : 9 octobre 2010 (New York Film Festival)
  - Belgique : 2 mars 2011
  - France : 5 octobre 2012 (sorti directement en vidéo)

## Distribution
- Chris Massoglia (VFB : Alexandre Crépet) : Dane Thompson
- Haley Bennett (VFB : Nancy Philippot) : Julie Campbell
- Nathan Gamble (VFB : Isaac Van Dessel) : Lucas Thompson
- Teri Polo (VFB : Guylaine Gibert) : Susan Thompson
- Bruce Dern (VFB : Guy Pion) : l'affreux Carl (Creepy Carl en VO)
- Quinn Lord (VFB : Céline Laenen) : Annie Smith
- John DeSantis (VFB : Mathieu Moreau) : Monster Dad
- Peter Shinkoda (VFB : Simon Duprez) : le jeune flic
- Merritt Patterson : Jessica
- Ali Cobrin : Tiffany
- Chelsea Ricketts : Whitney
- Chord Overstreet : Adam
- Mark Pawson (VFB : Laurent Vernin) : Travis
- Paul Hooson (VFB : Nicolas Matthys) : le clown
- Wade Williams : Monster Dad (voix)
- Mary Matilyn Mouser : Annie (voix)
- Dick Miller : le livreur de pizza (caméo)

Source : Version française (VF) d'après le carton de doublage

## Production
Après l'échec au box-office de son précédent film Les Looney Tunes passent à l'action (2003), Joe Dante n'avait plus rien tourné. Il développe ici un nouveau thriller fantastique, pensé pour la 3D.
Comme tous les précédents films de Joe Dante, The Hole contient une apparition de Dick Miller. Il n'a ici qu'un tout petit rôle, muet, du livreur de pizza. Le réalisateur change par ailleurs de compositeur, après le décès de son compositeur fétiche Jerry Goldsmith. Ce film marque également la fin de sa collaboration avec l'acteur Robert Picardo, qui était apparu dans tous ses films.
Le tournage du film, en 3D, a débuté le 5 décembre 2008 à Vancouver. Il se déroule également à Kittanning en Pennsylvanie.
Le film s'inspire d'une légende urbaine "Mel's Hole (en)" dans une émission de radio "Coast to Coast AM" en 1997.

## Accueil
Le film reçoit des critiques partagées. Sur l'agrégateur américain Rotten Tomatoes, il récolte 81% d'opinions favorables pour 36 critiques et une note moyenne de 6,38⁄10. Sur Metacritic, il obtient une note moyenne de 57⁄100 pour 7 critiques.
Le film ne sort en salles que dans très peu de pays. En France ou aux États-Unis, il sort directement en vidéo. Il rapporte malgré tout 10 457 002 $

## Distinction
Présenté à la Mostra de Venise 2009, le film reçoit un prix spécial pour l'utilisation de la 3D.